# Tenkács Tibor
Tenkács Tibor (Budapest, 1913. március 30. – Tokaj, 1998. június 1.) magyar festőművész, pedagógus.

## Életpályája
A budapesti Szent István Gimnáziumban érettségizett 1931-ben. 1933–1938 között a Magyar Képzőművészeti Főiskola hallgatója volt; itt Szőnyi István, Benkhard Ágost és Varga Nándor Lajos volt a mestere. 1938–1941 között Pestszentimrén tanított. 1939-ben Varga Nándor Lajos tanársegédje volt a Magyar Képzőművészeti Főiskolán. 1941–1943 között és 1948–1975 között Tokajban tanított. 1945–1948 között portrékat készített. 1945–1948 között Budapesten tanított feleségével együtt. 1948-ban Tokajban művésztelepet szervezett és szakkört vezetett. 1949-ben létrehozta a Dolgozók Képzőművészeti Iskoláját. 1954-től egyik házigazdája volt a tokaji Művésztelepnek. 1961–1962 között a Szerencsi cukorgyárban festett. 1962-től a Művészeti Alap tagja volt. 1966-ban létrehozta a Tokaji Művészetbarátok Körét. 1967-ben Nyugat-Európában utazgatott. 1967-ben a Művészbarátok Köre felvette Zilahy György nevét. Az 1960-as évektől a soproni, 1975-ben a katowicei Művésztelepen dolgozott. 1975-ben nyugdíjba vonult. Az 1980-as években a Makói Marosmenti Művésztelepen tevékenykedett. 1983-tól a Szőnyi István Alkotóközösség tagja volt. 2014-ben életműve bekerült a Tokaj város Értéktárába.
Szőnyi István hatására posztimpresszionista tájképeket festett Tokajról, a Hegyaljáról. Érzékeny portréit olajban oldotta meg. A sokszorosító grafikák közül a linót, fametszetet, rézkarcot művelte.

## Családja
Szülei: Tenkács János és Tóth Irén voltak. 1944. május 29-én Tokajban házasságot kötött Csutkai Mártával (?-1987). Két lányuk született: Márta (1945) és Hajnal (1947–1974). 1989-ben Lincz Zsuzsannát vette feleségül.

## Festményei
- Aratás (1951)
- Meszes szekér (1961)
- Vörös tulipáncsokor (1962)
- Erdőhorvátiban (1962)
- Felfelé a szőlőbe (1962)
- Tokaj télen (1962)
- Tokaji híd környékén (1965)
- Fahordók (1967)
- Szőlőtelepítés a hegyen (1967)
- Szüret (1973)
- Téli reggel (1976)
- Vira (1977)
- Koratavaszi szélben (1978)
- Magyar utca (Sopron) (1980)
- Téli csend (1981)
- Este a tóparton (1982)
- Zsuzsa (1982)
- Kiszolgált uszályok (1983)
- Tokaji piac (1983)
- Október végi szüret (1984)
- Aljszőlő szüret (1984)
- Két templom (Tarcal) (1984)
- Skanzen Cákon (1985)

## Kiállításai

### Egyéni
- 1941, 1955, 1958, 1967, 1969, 1975, 1992-1993 Tokaj
- 1955, 1958, 1962, 1968, 1993 Miskolc
- 1963 Mád, Kazincbarcika
- 1967, 1969, 1975 Sárospatak
- 1975 Mezőkövesd, Nyíregyháza, Sopron, Szombathely, Budapest
- 1977 Debrecen
- 1984 Encs, Ibrány
- 1986 Gömörszőlős

### Válogatott, csoportos
- 1948 Tokaj, Budapest
- 1952, 1954, 1956, 1962-1963 Budapest
- 1958 Sárospatak
- 1983 Tokaj

## Díjai
- Jalsoviczky István-díj (1937)
- állami ösztöndíj (1939)
- Földművelési Minisztérium különdíja (1947)
- Hegyaljai tájak c. kiállítás grafikai díja (1958)
- Megyei kiállítás II. díja (1963)
- Szocialista Kultúráért (1970)
- Munka Érdemrend ezüst fokozat (1974)
- Kiváló Népművelő (1975)
- Lévay József-díj (1983)
- Tokaj díszpolgára (1987)